# Canton de La Guiche
Le canton de La Guiche est un ancien canton français situé dans le département de Saône-et-Loire et la région Bourgogne-Franche-Comté.

## Géographie
Ce canton était organisé autour de La Guiche dans l'arrondissement de Charolles. Son altitude variait de 217 m (Saint-Martin-la-Patrouille) à 500 m (Saint-Martin-de-Salencey) pour une altitude moyenne de 348 m.

## Histoire
De 1833 à 1848, les cantons de La Guiche et de Saint-Bonnet-de-Joux avaient le même conseiller général. Le nombre de conseillers généraux était limité à trente par département.

## Représentation

### Conseillers d'arrondissement (de 1833 à 1940)
| Période                                  | Période      | Identité                      | Étiquette       | Qualité |
| ---------------------------------------- | ------------ | ----------------------------- | --------------- | --- |
| 1833                                     | 1836         | Louis Fricaud                 | Constitutionnel | Propriétaire à Ballore                                                                                      |
| 1836                                     | 1839         | M. Legros                     |                 | Juge de paix à Mâcon                                                                                        |
| 1839                                     | 1845         | M. Noirey                     |                 | Ancien officier de cavalerie, propriétaire à Charolles                                                      |
| 1845                                     | 1848         | Pierre Campionnet (1808-1888) |                 | Maître de forges à Martigny-le-Comte, maire de Gueugnon (de 1852 à 1878)                                    |
| 1848                                     | 1852         | Claude Bouillin               |                 | Maire de Saint-Martin-de-Salencey                                                                           |
| 1852                                     | 1855         | Jean Marie Parizot            |                 | Maire de Collonge-en-Charollais                                                                             |
| 1855                                     | 1871         | Jules Boccard                 |                 | Propriétaire à Charolles, maire de La Guiche                                                                |
| 1871                                     | 1874         | Casimir Roberjot              | Républicain     | Notaire, maire d'Uchizy                                                                                     |
| 1874                                     | 1877         | M. Decouche                   |                 | Propriétaire à La Guiche                                                                                    |
| 1877                                     | 1886         | Henri Croizat-Duréault        | Républicain     | Propriétaire, maire du Rousset                                                                              |
| 1886                                     | 1910         | Simon Monnier                 | Radical         | Éleveur, maire de Chevagny-sur-Guye, Président du Conseil d'arrondissement                                  |
| 1910                                     | 1922 (décès) | Paul Émile Langeron           | Radical         | Industriel, maire de Pouilloux                                                                              |
| 1922                                     | 1934         | Jacques Clément (1860-1935)   | Radical         | Confiseur puis rentier, maire de Chevagny-sur-Guye                                                          |
| 1934                                     | 1940         | Francis Ducloux (1878-1944)   | Républicain     | Huissier et greffier à La Guiche                                                                            |
| 1940                                     |              |                               |                 | Les conseils d'arrondissement ont été suspendus par la loi du 12 octobre 1940 et n'ont jamais été réactivés |
| Les données manquantes sont à compléter. |              |                               |                 | |

### Conseillers généraux de 1833 à 2015
| Période      | Période      | Identité                           | Étiquette                    | Qualité |
| ------------ | ------------ | ---------------------------------- | ---------------------------- | --- |
| 1833         | 1836         | Victor Callard-Beaumont            | Opposition Constitutionnelle | Propriétaire à Saint-Romain-sous-Gourdon, élu en 1836 conseiller d'arrondissement dans le Canton de Mont-Saint-Vincent               |
| 1836         | 1845         | Pierre Lambert                     |                              | Avocat, ancien Sous-Préfet de Charolles Député (1837-1842)                                                                           |
| 1845         | 1848         | Marquis Philibert de la Guiche     | Légitimiste                  | Propriétaire à Saint-Bonnet-de-Joux Ancien officier Député (1846-1848, 1871-1876) Elu dans le Canton de Saint-Bonnet-de-Joux en 1852 |
| 1848         | 1852         | Victor Callard-Beaumont            |                              | Propriétaire à Azu, maire de Saint-Romain-sous-Gourdon (1846-1848)                                                                   |
| 1852         | 1871         | Antoine-Jean dit Camille Dugueyt   |                              | Propriétaire Maire de Saint-Martin-de-Salencey                                                                                       |
| 1871         | 1875 (décès) | Adrien Découche                    |                              | Maire du Rousset |
| 9 janv. 1876 | 1883         | Casimir Roberjot                   | Républicain                  | Clerc de notaire puis notaire Propriétaire, maire d'Uchizy, conseiller d'arrondissement                                              |
| 1883         | 1886 (décès) | Louis-François Duprey              | Républicain (Droite)         | Juge de paix à Mont-Saint-Vincent puis avocat à Charolles                                                                            |
| 1886         | 1913         | Henri Croizat-Duréault (1844-1923) | Républicain                  | Propriétaire, maire du Rousset, conseiller d'arrondissement                                                                          |
| 1913         | 1925 (décès) | Simon Claude Gailleton             | Rad.                         | Agriculteur-éleveur à L'Abergement, maire de La Guiche                                                                               |
| 1926         | 1933 (décès) | Benoît Large                       | RG                           | Cultivateur, maire de Saint-Marcelin-de-Cray                                                                                         |
| 1933         | 1940         | Auguste Pénot (1897-1980)          | SFIO                         | Propriétaire Maire de La Guiche |
|              |              |                                    |                              | |
| 1945         | 1967         | Auguste Pénot                      | SFIO                         | Propriétaire Maire de La Guiche |
| 1967         | 1998         | Armand Aubague (1923-2013)         | FGDS puis PS puis UDF        | Agent d'assurances Maire de La Guiche (1965-1995)                                                                                    |
| 1998         | 2008 (décès) | Daniel Decerle (1952-2008)         | PS                           | Exploitant agricole Maire de Chevagny-sur-Guye Président de la Communauté de communes de La Guiche Suppléant du député Didier Mathus |
| 2008         | 2015         | Jean-François Lautissier           | DVG puis PS                  | Retraité, Pouilloux |

## Composition
Le canton de La Guiche regroupait 11 communes et comptait 3 180 habitants (recensement de 1999 sans doubles comptes).
| Communes                   | Population (2012) | Code postal | Code Insee |
| -------------------------- | ----------------- | ----------- | ---------- |
| Ballore                    | 84                | 71220       | 71017      |
| Chevagny-sur-Guye          | 71                | 71220       | 71127      |
| Collonge-en-Charollais     | 117               | 71460       | 71139      |
| La Guiche                  | 645               | 71220       | 71231      |
| Joncy                      | 457               | 71460       | 71242      |
| Marizy                     | 453               | 71220       | 71279      |
| Pouilloux                  | 805               | 71230       | 71356      |
| Le Rousset                 | 231               | 71220       | 71375      |
| Saint-Marcelin-de-Cray     | 140               | 71460       | 71446      |
| Saint-Martin-de-Salencey   | 116               | 71220       | 71452      |
| Saint-Martin-la-Patrouille | 61                | 71460       | 71458      |

## Démographie
| 1962  | 1968  | 1975  | 1982  | 1990  | 1999  | 2007  |
| ----- | ----- | ----- | ----- | ----- | ----- | ----- |
| 3 484 | 3 754 | 3 425 | 3 158 | 3 180 | 3 189 | 3 394 |